# Nová Ľubovňa
Nová Ľubovňa é um município da Eslováquia, situado no distrito de Stará Ľubovňa, na região de Prešov. Tem 14,43 km² de área e sua população em 2018 foi estimada em 3.018 habitantes.

## Demografia
| Ano:        | 1994 | 2004    | 2014   | 2024   |
| ----------- | ---- | ------- | ------ | ------ |
| Broj ljudi: | 2437 | 2738    | 2949   | 3032   |
| Razlika:    |      | +12,35% | +7,70% | +2,81% |

| Ano:               | 2023 | 2024   |
| ------------------ | ---- | ------ |
| Número de pessoas: | 3012 | 3032   |
| Diferença:         |      | +0,66% |